# Шадрёнки
Шадрёнки — исчезнувшая деревня, располагавшаяся в Сарапульском районе Удмуртии.

## География
Деревня Шадрёнки располагалась на реке Волгозихе в юго-восточной части Удмуртии, в 8 км от правого берега реки Камы, в 9 км к юго-западу от села Нечкино. Близлежащие населённые пункты: Макшаки, Юриха, Лагуново, Девятово, Дулесово.

## История
В письменных источниках деревня Шадрёнки впервые упоминается в переписной книге 1701 года как «починок Шадриных». В 1780 году — деревня в Сарапульском уезде Вятского наместничества (с 1796 года — Вятской губернии).
По данным Списка населённых мест Вятской губернии по сведениям 1859—1873 гг. в деревне Шадрёнки Сарапульского уезда Вятской губернии был 41 двор. Население составляло 294 человека (140 мужчин и 154 женщины). В 1891 году — в Горбуновском обществе Нечкинской волости Сарапульского уезда. Население — 291 человек. Жители деревни носили фамилии Калабин и Килин.
В 1939 году — в Макшаковском сельсовете Сарапульского района Удмуртской АССР. В 1980 году — в Нечкинском сельсовете.

## Религия
Деревня относилась к приходу церкви села Нечкино.

## Топографические карты
- Лист карты O-40-133. Масштаб: 1 : 100 000. Состояние местности на 1982 год. Издание 1983 г.